# Scremby
 (mars 2023).
Scremby est un village du Lincolnshire, en Angleterre.